# 埃里克·比尤贝里
埃里克·比尤贝里（瑞典語：Erik Bjurberg，1895年6月1日—1976年6月22日），瑞典男子自行车运动员。他曾代表瑞典参加1924年夏季奥林匹克运动会自行车比赛，获得男子团体公路赛铜牌。